# Shaftesbury (Dorset)
Shaftesbury è un paese di 6 665 abitanti della contea del Dorset, in Inghilterra.